# 伊夫林·沃
亞瑟·伊夫林·聖約翰·沃（英語： /ˈiːvlɪn ˈsɪndʒən ˈwɔː/，1903年10月28日—1966年4月10日），筆名伊夫林·沃（Evelyn Waugh），英國小說家、傳記及旅行書寫作家，也是一名多產的記者和書評人。
1928年，出版第一本傳記作品《羅賽提：他的一生與志業》，同年首部小說《衰落與瓦解》問世。代表作為《一掬塵土》（1934年）、《慾望莊園》（或譯《重返布萊茲海德莊園》、《舊地重遊》、《故園風雨後》、《拾夢記》，1945年）、二戰三部曲《榮耀之劍》（或譯《榮譽之劍》，1965年）等，晚年作品常被改編成電影影集而廣受知曉。
伊夫林·沃是保守的羅馬天主教徒，常能犀利表達個人見解，咸認是20世紀英語寫作風格派大師之一。

## 家庭背景

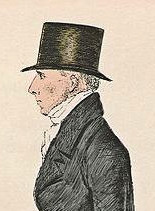
苏格兰法官科伯恩勋爵（Lord Cockburn）是他的祖先

阿瑟·伊夫林·圣约翰·沃于1903年10月28日出生，有英格兰、苏格兰、威尔士、爱尔兰血统和胡格諾派背景，父亲亚瑟·沃（Arthur Waugh，1866–1943），母亲凯瑟琳·夏洛特·拉班（Catherine Charlotte Raban，1870–1954）。沃的祖辈中有许多著名人物，包括苏格兰律师和法官科伯恩勋爵（Lord Cockburn，1779–1854）、精算学的先驱威廉·摩根 （1750–1833）、自然科学家菲利普·亨利·戈斯 （1810–1888）。同姓的祖先中，亚历山大·沃（1754–1827）是苏格兰分离教会的牧师，他帮助建立了伦敦传道会 。他的孙子亚历山大·沃（1840-1906）是一位乡村医生，亚历山大因虐待妻子而在沃家族中被称为“野蛮人”（the Brute）。亚历山大有两个儿子，长子就是伊夫林·沃的父亲亚瑟·沃。
亚瑟曾在谢伯恩学校（Sherborne School）和牛津大学新学院就读，后进入出版业并成为文学评论家。1902年，他成为查普曼和霍尔出版社（Chapman & Hall）的经理。他于1893年与凯瑟琳·拉班结婚。他们的长子亚历山大·拉班·沃于1898年7月8日出生，后来成为了小说家。那会一家人住在伦敦北部西漢普斯特德的希尔菲尔德路。1903年10月28日，这对夫妇的第二个儿子也降生于此。根据凯瑟琳的记录，“在安德鲁斯医生到来之前这个孩子急于出世”。1904年1月7日，这个男孩被命名为阿瑟·伊夫林·圣约翰·沃。

## 引用
1. ↑  DeCoste, Mr D. Marcel. . Ashgate Publishing, Ltd. 28 June 2015  [2021-01-13]. ISBN 978-1-4094-7084-7. （原始内容存档于2022-04-20） （英语）.
2. ↑  Eade, p. 13 （页面存档备份，存于）
3. ↑  Waugh, A Little Learning, pp. 3–10
4. ↑  Stannard, Vol I p. 12
5. ↑  Hastings, p. 3
6. ↑  Stannard, Vol. I pp. 22–25
7. ↑  Stannard, Vol. II p. 357
8. ↑  Note in Catherine Waugh diary, quoted by Hastings, p. 17
9. ↑  Patey, p. 4

## 外部連結
- The Evelyn Waugh Society （页面存档备份，存于）
- 中的“伊夫林·沃”
- Evelyn Waugh  - 古滕堡分布式校对（加拿大）
- 互联网档案馆中伊夫林·沃的作品或与之相关的作品